# Primarias del Partido Republicano de 2012 en Puerto Rico
Las Primarias del Partido Republicano de 2012 en Puerto Rico se hicieron el 18 de marzo de 2012. Las Primarias del Partido Republicano fueron unas primarias, con 23 delegados para elegir al candidato del partido Republicano para las elecciones presidenciales de Estados Unidos de 2012. En el estado libre asociado de Puerto Rico estaban en disputa 23 delegados.

## Elecciones

### Resultados
| Primarias del Partido Republicano de Puerto Rico de 2012 | Primarias del Partido Republicano de Puerto Rico de 2012 | Primarias del Partido Republicano de Puerto Rico de 2012 | Primarias del Partido Republicano de Puerto Rico de 2012 | Primarias del Partido Republicano de Puerto Rico de 2012 |
| Candidato                                                | Votos                                                    | Porcentaje                                               | Delegados                                                |                                                          |
| -------------------------------------------------------- | -------------------------------------------------------- | -------------------------------------------------------- | -------------------------------------------------------- | -------------------------------------------------------- |
| Mitt Romney                                              | 106,431                                                  | 82.61%                                                   | 20                                                       |                                                          |
| Rick Santorum                                            | 10,574                                                   | 8.21%                                                    | 0                                                        |                                                          |
| Buddy Roemer                                             | 2,880                                                    | 2.24%                                                    | 0                                                        |                                                          |
| Others                                                   | 2,759                                                    | 2.14%                                                    | 0                                                        |                                                          |
| Newt Gingrich                                            | 2,702                                                    | 2.10%                                                    | 0                                                        |                                                          |
| Fred Karger                                              | 1,893                                                    | 1.47%                                                    | 0                                                        |                                                          |
| Ron Paul                                                 | 1,595                                                    | 1.24%                                                    | 0                                                        |                                                          |
| Delegados no proyectados:                                | Delegados no proyectados:                                | Delegados no proyectados:                                | 3                                                        |                                                          |
| Total:                                                   | 128,834                                                  | 100.0%                                                   | 23                                                       |                                                          |

| Clave: | Retirado antes de la contienda |